# ワイ・エンジニアリング
ワイ・エンジニアリング株式会社は、多目的作業車「メルセデス・ベンツ ウニモグ｣の輸入販売会社である。

## 事業内容
除雪、草刈、清掃、通信、土木・建設、鉄道などの作業用アタッチメントの装着が可能な多目的作業車メルセデス・ベンツ ウニモグ・エコニックの日本における唯一の代理店である。
ウニモグ・エコニックの販売から目的・用途に応じた形にカスタマイズし販売している。
また、軌陸車や鉄道車両の牽引車などの架装も行っている。

## 関連企業
- 株式会社トノックス
- ヤナセテック株式会社 - 横浜市保土ヶ谷区上星川に本社工場・平塚市に平塚工場、伊勢原市に伊勢原工場がある。メルセデス・ベンツを初めとするクラシックカーのレストア（復元）は本社工場、特種用途自動車（福祉車、医療車）・コンテナ・シェルターの製造は、平塚工場にて行っている。製造の中心を平塚工場に集約させており、現在伊勢原工場は現働させていない。
- 株式会社オートノックス - 車体塗装やレストアなどのボディワーク業として開業し、その後、ジャガー・ランドローバー・シトロエンの正規ディーラーとして横浜市に店舗を構えていた。その後全てのディーラー業務を終了し、上星川の工場にてジャガー・ランドローバーの指定サービス工場業務を行っていたが、2015年末をもってインポーターとの指定サービス工場業務契約を終了。2016年1月1日付けで、トップスジャパンと合併し消滅した。
- 株式会社トップスジャパン - 2016年1月1日付けでオートノックスと合併し、上星川の工場でのサービス工場運営も行う。現在は、フォード認定サービスディーラーとしての営業のほか、国産車から輸入車までの指定整備工場として車検・定期点検・メンテナンス業務を行っている。また、過去にローバーのPDIを行っていた実績がある事からオールドミニクーパーに力を入れている。